# Тернівка (Конотопський район)
Терні́вка — село в Україні, у Дубов'язівській селищній громаді Конотопського району Сумської області. Населення становить 645 осіб. Колишній орган місцевого самоврядування — Тернівська сільська рада.

## Географія
Село розташоване на лівому березі річки Терн, за 36 км від районного центру, за 12 км від залізничної станції Грузьке. Вище за течією примикає село Рокитне, нижче за течією на відстані 2 км розташоване село Сорока. Річка в цьому місці пересихає, на ній зроблена велика загата. Село витягнуто вздовж річки на 9 км.

## Історія
Заснування села відноситься до початку XVII століття. Люди оселялися на берегах Терну, вирощували льон, коноплі, які відправляли на Курський канатний завод, де виготовляли канати для російського флоту.
За даними на 1862 рік у власницький слобідці Путивльського повіту Курської губернії мешкала 703 особи (365 чоловіків та 348 жінок), налічувалось 82 дворових господарства.
Станом на 1880 рік у колишньому власницькому селі Попово-Слобідської волості мешкало 902 особи, налічувалось 139 дворових господарств.
Село постраждало внаслідок геноциду українського народу, проведеного окупаційним урядом СССР 1923-1933 та 1946-1947 роках.

## Сьогодення
На території сільської ради здійснюють діяльність: Тернівська сільська рада, сільськогосподарське підприємство ПСП" Агроекологія". Фермерські господарства, фельдшерський пункт, загальноосвітня школа І-III ст., сільський клуб та бібліотека, приватні крамниці та поштове відділення.
23 грудня 2014 року компанія "Вітчизна" ввела в експлуатацію 1-шу чергу тваринницького комплексу за 20 млн гривень.

## Політика

### Парламентські вибори, 2019
На позачергових парламентських виборах 2019 року у селі функціонувала окрема виборча дільниця № 590212, розташована у приміщенні сільської ради.
Результати
- зареєстровано 382 виборці, явка 59,42%, найбільше голосів віддано за «Слугу народу» — 54,63%, за Всеукраїнське об'єднання «Батьківщина» — 14,98%, за Радикальну партію Олега Ляшка — 11,45%[4]. В одномандатному окрузі найбільше голосів отримав Максим Гузенко (Слуга народу) — 31,70%, за Віктора Ладуху (Всеукраїнське об'єднання «Батьківщина») — 27,23%, за Анатолія Кобзаренка (самовисування) — 16,07%[5].

## Персоналії
- Бойко Віктор Григорович — український військовик, учасник російсько-української війни[6].